# Tour du Pays basque 2006
La 46e édition du Tour du Pays basque a eu lieu du  3 au 8 avril 2006. La course est la cinquième épreuve de l'UCI ProTour 2006. La victoire finale est revenue à l'Espagnol José Ángel Gómez Marchante, vainqueur du contre-la-montre final.

## Présentation

### Equipes
Le Tour du Pays basque figurant au calendrier du ProTour, les 20 UCI Proteams sont présentes, auxquelles il faut ajouter les 2 équipes continentales invitées.
| ProTeams (20)- AG2R Prévoyance - Bouygues Télécom - Caisse d'Épargne-Illes Balears - Cofidis-Le Crédit par Téléphone - Crédit agricole - CSC - Davitamon-Lotto - Discovery Channel - Euskaltel-Euskadi - Gerolsteiner - La Française des jeux - Lampre-Fondital - Liberty Seguros-Würth - Liquigas - Team Milram - Phonak Hearing Systems - Quick Step-Innergetic - Rabobank - Saunier Duval-Prodir - T-Mobile Équipes continentales professionnelles (2)- Kaiku - Relax-GAM |
| |

## Etapes
| Étape     | Date   | Villes étapes           | type                        | Distance (km) | Vainqueur d'étape          | Leader du classement général |
| --------- | ------ | ----------------------- | --------------------------- | ------------- | -------------------------- | ---------------------------- |
| 1re étape | 3 avr. | Irun – Irun             | étape vallonnée             | 130           | Alejandro Valverde         | Alejandro Valverde           |
| 2e étape  | 4 avr. | Irun – Segura           | étape vallonnée             | 155           | Samuel Sánchez             | Samuel Sánchez               |
| 3e étape  | 5 avr. | Segura – Lerín          | étape vallonnée             | 170           | Samuel Sánchez             | Samuel Sánchez               |
| 4e étape  | 6 avr. | Lerín – Vitoria-Gasteiz | étape vallonnée             | 172           | Óscar Freire               | Samuel Sánchez               |
| 5e étape  | 7 avr. | Vitoria-Gasteiz – Zalla | étape vallonnée             | 178           | Thomas Voeckler            | Samuel Sánchez               |
| 6e étape  | 8 avr. | Zalla – Zalla           | contre-la-montre individuel | 24            | José Ángel Gómez Marchante | José Ángel Gómez Marchante   |

## Déroulement de la course

### 1reétape
| \| Classement de l'étape \| Classement de l'étape \| Classement de l'étape \| Classement de l'étape \| Classement de l'étape \| \| Coureur \| Coureur \| Pays \| Équipe \| Temps \| \| --------------------- \| ------------------------------ \| --------------------- \| ------------------------------ \| --------------------- \| \| 1er \| Alejandro Valverde \| Espagne \| Caisse d'Épargne-Illes Balears \| 3 h 22 min 27 s \| \| 2e \| Óscar Freire \| Espagne \| Rabobank \| + 0 s \| \| 3e \| Davide Rebellin \| Italie \| Gerolsteiner \| + 0 s \| \| 4e \| Miguel Ángel Martín Perdiguero \| Espagne \| Phonak Hearing Systems \| + 0 s \| \| 5e \| Fränk Schleck \| Luxembourg \| CSC \| + 0 s \| \| 6e \| Christopher Horner \| États-Unis \| Davitamon-Lotto \| + 0 s \| \| 7e \| Ruggero Marzoli \| Italie \| Lampre-Fondital \| + 0 s \| \| 8e \| Jon Bru \| Espagne \| Kaiku \| + 0 s \| \| 9e \| Aitor Osa \| Espagne \| Liberty Seguros-Würth \| + 0 s \| \| 10e \| Ricardo Serrano \| Espagne \| Kaiku \| + 0 s \| |                                |            |                                |                 |
| |                                |            |                                |                 |
| |                                |            |                                |                 |
| Classement de l'étape |                                |            |                                |                 |
| Coureur | Coureur                        | Pays       | Équipe                         | Temps           |
| 1er | Alejandro Valverde             | Espagne    | Caisse d'Épargne-Illes Balears | 3 h 22 min 27 s |
| 2e | Óscar Freire                   | Espagne    | Rabobank                       | + 0 s           |
| 3e | Davide Rebellin                | Italie     | Gerolsteiner                   | + 0 s           |
| 4e | Miguel Ángel Martín Perdiguero | Espagne    | Phonak Hearing Systems         | + 0 s           |
| 5e | Fränk Schleck                  | Luxembourg | CSC                            | + 0 s           |
| 6e | Christopher Horner             | États-Unis | Davitamon-Lotto                | + 0 s           |
| 7e | Ruggero Marzoli                | Italie     | Lampre-Fondital                | + 0 s           |
| 8e | Jon Bru                        | Espagne    | Kaiku                          | + 0 s           |
| 9e | Aitor Osa                      | Espagne    | Liberty Seguros-Würth          | + 0 s           |
| 10e | Ricardo Serrano                | Espagne    | Kaiku                          | + 0 s           |

| \| Classement général \| Classement général \| Classement général \| Classement général \| Classement général \| \| Coureur \| Coureur \| Pays \| Équipe \| Temps \| \| ------------------ \| ------------------------------ \| ------------------ \| ------------------------------ \| ------------------ \| \| 1er \| Alejandro Valverde \| Espagne \| Caisse d'Épargne-Illes Balears \| 3 h 22 min 27 s \| \| 2e \| Óscar Freire \| Espagne \| Rabobank \| + 0 s \| \| 3e \| Davide Rebellin \| Italie \| Gerolsteiner \| + 0 s \| \| 4e \| Miguel Ángel Martín Perdiguero \| Espagne \| Phonak Hearing Systems \| + 0 s \| \| 5e \| Fränk Schleck \| Luxembourg \| CSC \| + 0 s \| \| 6e \| Christopher Horner \| États-Unis \| Davitamon-Lotto \| + 0 s \| \| 7e \| Ruggero Marzoli \| Italie \| Lampre-Fondital \| + 0 s \| \| 8e \| Jon Bru \| Espagne \| Kaiku \| + 0 s \| \| 9e \| Aitor Osa \| Espagne \| Liberty Seguros-Würth \| + 0 s \| \| 10e \| Ricardo Serrano \| Espagne \| Kaiku \| + 0 s \| |                                |            |                                |                 |
| |                                |            |                                |                 |
| |                                |            |                                |                 |
| Classement général |                                |            |                                |                 |
| Coureur | Coureur                        | Pays       | Équipe                         | Temps           |
| 1er | Alejandro Valverde             | Espagne    | Caisse d'Épargne-Illes Balears | 3 h 22 min 27 s |
| 2e | Óscar Freire                   | Espagne    | Rabobank                       | + 0 s           |
| 3e | Davide Rebellin                | Italie     | Gerolsteiner                   | + 0 s           |
| 4e | Miguel Ángel Martín Perdiguero | Espagne    | Phonak Hearing Systems         | + 0 s           |
| 5e | Fränk Schleck                  | Luxembourg | CSC                            | + 0 s           |
| 6e | Christopher Horner             | États-Unis | Davitamon-Lotto                | + 0 s           |
| 7e | Ruggero Marzoli                | Italie     | Lampre-Fondital                | + 0 s           |
| 8e | Jon Bru                        | Espagne    | Kaiku                          | + 0 s           |
| 9e | Aitor Osa                      | Espagne    | Liberty Seguros-Würth          | + 0 s           |
| 10e | Ricardo Serrano                | Espagne    | Kaiku                          | + 0 s           |

### 2eétape
| \| Classement de l'étape \| Classement de l'étape \| Classement de l'étape \| Classement de l'étape \| Classement de l'étape \| \| Coureur \| Coureur \| Pays \| Équipe \| Temps \| \| --------------------- \| --------------------- \| --------------------- \| ------------------------------- \| --------------------- \| \| 1er \| Samuel Sánchez \| Espagne \| Euskaltel-Euskadi \| 4 h 10 min 55 s \| \| 2e \| Alberto Contador \| Espagne \| Liberty Seguros-Würth \| + 0 s \| \| 3e \| Alejandro Valverde \| Espagne \| Caisse d'Épargne-Illes Balears \| + 2 s \| \| 4e \| Patrik Sinkewitz \| Allemagne \| T-Mobile \| + 2 s \| \| 5e \| Davide Rebellin \| Italie \| Gerolsteiner \| + 2 s \| \| 6e \| Michael Boogerd \| Pays-Bas \| Rabobank \| + 2 s \| \| 7e \| Leonardo Bertagnolli \| Italie \| Cofidis-Le Crédit par Téléphone \| DQ \| \| 7e \| Fränk Schleck \| Luxembourg \| CSC \| + 2 s \| \| 8e \| Aitor Osa \| Espagne \| Liberty Seguros-Würth \| + 2 s \| \| 9e \| Patxi Vila \| Espagne \| Lampre-Fondital \| + 2 s \| \| 10e \| José Azevedo \| Portugal \| Discovery Channel \| + 2 s \| |                      |            |                                 |                 |
| |                      |            |                                 |                 |
| |                      |            |                                 |                 |
| Classement de l'étape |                      |            |                                 |                 |
| Coureur | Coureur              | Pays       | Équipe                          | Temps           |
| 1er | Samuel Sánchez       | Espagne    | Euskaltel-Euskadi               | 4 h 10 min 55 s |
| 2e | Alberto Contador     | Espagne    | Liberty Seguros-Würth           | + 0 s           |
| 3e | Alejandro Valverde   | Espagne    | Caisse d'Épargne-Illes Balears  | + 2 s           |
| 4e | Patrik Sinkewitz     | Allemagne  | T-Mobile                        | + 2 s           |
| 5e | Davide Rebellin      | Italie     | Gerolsteiner                    | + 2 s           |
| 6e | Michael Boogerd      | Pays-Bas   | Rabobank                        | + 2 s           |
| 7e | Leonardo Bertagnolli | Italie     | Cofidis-Le Crédit par Téléphone | DQ              |
| 7e | Fränk Schleck        | Luxembourg | CSC                             | + 2 s           |
| 8e | Aitor Osa            | Espagne    | Liberty Seguros-Würth           | + 2 s           |
| 9e | Patxi Vila           | Espagne    | Lampre-Fondital                 | + 2 s           |
| 10e | José Azevedo         | Portugal   | Discovery Channel               | + 2 s           |

| \| Classement général \| Classement général \| Classement général \| Classement général \| Classement général \| \| Coureur \| Coureur \| Pays \| Équipe \| Temps \| \| ------------------ \| ------------------------------ \| ------------------ \| ------------------------------ \| ------------------ \| \| 1er \| Samuel Sánchez \| Espagne \| Euskaltel-Euskadi \| 7 h 33 min 22 s \| \| 2e \| Alberto Contador \| Espagne \| Liberty Seguros-Würth \| + 0 s \| \| 3e \| Alejandro Valverde \| Espagne \| Caisse d'Épargne-Illes Balears \| + 2 s \| \| 4e \| Davide Rebellin \| Italie \| Gerolsteiner \| + 2 s \| \| 5e \| Fränk Schleck \| Luxembourg \| CSC \| + 2 s \| \| 6e \| Miguel Ángel Martín Perdiguero \| Espagne \| Phonak Hearing Systems \| + 2 s \| \| 7e \| Patrik Sinkewitz \| Allemagne \| T-Mobile \| + 2 s \| \| 8e \| Aitor Osa \| Espagne \| Liberty Seguros-Würth \| + 2 s \| \| 9e \| Patxi Vila \| Espagne \| Lampre-Fondital \| + 2 s \| \| 10e \| Cadel Evans \| Australie \| Davitamon-Lotto \| + 2 s \| |                                |            |                                |                 |
| |                                |            |                                |                 |
| |                                |            |                                |                 |
| Classement général |                                |            |                                |                 |
| Coureur | Coureur                        | Pays       | Équipe                         | Temps           |
| 1er | Samuel Sánchez                 | Espagne    | Euskaltel-Euskadi              | 7 h 33 min 22 s |
| 2e | Alberto Contador               | Espagne    | Liberty Seguros-Würth          | + 0 s           |
| 3e | Alejandro Valverde             | Espagne    | Caisse d'Épargne-Illes Balears | + 2 s           |
| 4e | Davide Rebellin                | Italie     | Gerolsteiner                   | + 2 s           |
| 5e | Fränk Schleck                  | Luxembourg | CSC                            | + 2 s           |
| 6e | Miguel Ángel Martín Perdiguero | Espagne    | Phonak Hearing Systems         | + 2 s           |
| 7e | Patrik Sinkewitz               | Allemagne  | T-Mobile                       | + 2 s           |
| 8e | Aitor Osa                      | Espagne    | Liberty Seguros-Würth          | + 2 s           |
| 9e | Patxi Vila                     | Espagne    | Lampre-Fondital                | + 2 s           |
| 10e | Cadel Evans                    | Australie  | Davitamon-Lotto                | + 2 s           |

L'Italien Leonardo Bertagnolli a été déclassé en 2014 de tous ses résultats obtenus entre 2003 et 2011. Si certains sites ont réattribué les places vacantes, l'UCI n'a cependant pas officiellement indiqué que c'était le cas. (Voir liste des sanctions)

### 3eétape
| \| Classement de l'étape \| Classement de l'étape \| Classement de l'étape \| Classement de l'étape \| Classement de l'étape \| \| Coureur \| Coureur \| Pays \| Équipe \| Temps \| \| --------------------- \| ------------------------------ \| --------------------- \| ------------------------------- \| --------------------- \| \| 1er \| Samuel Sánchez \| Espagne \| Euskaltel-Euskadi \| 4 h 07 min 36 s \| \| 2e \| Davide Rebellin \| Italie \| Gerolsteiner \| + 0 s \| \| 3e \| Alberto Contador \| Espagne \| Liberty Seguros-Würth \| + 0 s \| \| 4e \| Leonardo Bertagnolli \| Italie \| Cofidis-Le Crédit par Téléphone \| DQ \| \| 4e \| José Ángel Gómez Marchante \| Espagne \| Saunier Duval-Prodir \| + 0 s \| \| 5e \| Cadel Evans \| Australie \| Davitamon-Lotto \| + 0 s \| \| 6e \| Antonio Colom \| Espagne \| Caisse d'Épargne-Illes Balears \| + 6 s \| \| 7e \| Miguel Ángel Martín Perdiguero \| Espagne \| Phonak Hearing Systems \| + 6 s \| \| 8e \| Ricardo Serrano \| Espagne \| Kaiku \| + 8 s \| \| 9e \| Michael Boogerd \| Pays-Bas \| Rabobank \| + 8 s \| \| 10e \| Patrik Sinkewitz \| Allemagne \| T-Mobile \| + 8 s \| |                                |           |                                 |                 |
| |                                |           |                                 |                 |
| |                                |           |                                 |                 |
| Classement de l'étape |                                |           |                                 |                 |
| Coureur | Coureur                        | Pays      | Équipe                          | Temps           |
| 1er | Samuel Sánchez                 | Espagne   | Euskaltel-Euskadi               | 4 h 07 min 36 s |
| 2e | Davide Rebellin                | Italie    | Gerolsteiner                    | + 0 s           |
| 3e | Alberto Contador               | Espagne   | Liberty Seguros-Würth           | + 0 s           |
| 4e | Leonardo Bertagnolli           | Italie    | Cofidis-Le Crédit par Téléphone | DQ              |
| 4e | José Ángel Gómez Marchante     | Espagne   | Saunier Duval-Prodir            | + 0 s           |
| 5e | Cadel Evans                    | Australie | Davitamon-Lotto                 | + 0 s           |
| 6e | Antonio Colom                  | Espagne   | Caisse d'Épargne-Illes Balears  | + 6 s           |
| 7e | Miguel Ángel Martín Perdiguero | Espagne   | Phonak Hearing Systems          | + 6 s           |
| 8e | Ricardo Serrano                | Espagne   | Kaiku                           | + 8 s           |
| 9e | Michael Boogerd                | Pays-Bas  | Rabobank                        | + 8 s           |
| 10e | Patrik Sinkewitz               | Allemagne | T-Mobile                        | + 8 s           |

| \| Classement général \| Classement général \| Classement général \| Classement général \| Classement général \| \| Coureur \| Coureur \| Pays \| Équipe \| Temps \| \| ------------------ \| ------------------------------ \| ------------------ \| ------------------------------- \| ------------------ \| \| 1er \| Samuel Sánchez \| Espagne \| Euskaltel-Euskadi \| 11 h 40 min 58 s \| \| 2e \| Alberto Contador \| Espagne \| Liberty Seguros-Würth \| + 0 s \| \| 3e \| Davide Rebellin \| Italie \| Gerolsteiner \| + 2 s \| \| 4e \| Cadel Evans \| Australie \| Davitamon-Lotto \| + 2 s \| \| 5e \| Leonardo Bertagnolli \| Italie \| Cofidis-Le Crédit par Téléphone \| DQ \| \| 5e \| Miguel Ángel Martín Perdiguero \| Espagne \| Phonak Hearing Systems \| + 8 s \| \| 6e \| Antonio Colom \| Espagne \| Caisse d'Épargne-Illes Balears \| + 8 s \| \| 7e \| José Ángel Gómez Marchante \| Espagne \| Saunier Duval-Prodir \| + 9 s \| \| 8e \| Alejandro Valverde \| Espagne \| Caisse d'Épargne-Illes Balears \| + 10 s \| \| 9e \| Patrik Sinkewitz \| Allemagne \| T-Mobile \| + 10 s \| \| 10e \| Aitor Osa \| Espagne \| Liberty Seguros-Würth \| + 10 s \| |                                |           |                                 |                  |
| |                                |           |                                 |                  |
| |                                |           |                                 |                  |
| Classement général |                                |           |                                 |                  |
| Coureur | Coureur                        | Pays      | Équipe                          | Temps            |
| 1er | Samuel Sánchez                 | Espagne   | Euskaltel-Euskadi               | 11 h 40 min 58 s |
| 2e | Alberto Contador               | Espagne   | Liberty Seguros-Würth           | + 0 s            |
| 3e | Davide Rebellin                | Italie    | Gerolsteiner                    | + 2 s            |
| 4e | Cadel Evans                    | Australie | Davitamon-Lotto                 | + 2 s            |
| 5e | Leonardo Bertagnolli           | Italie    | Cofidis-Le Crédit par Téléphone | DQ               |
| 5e | Miguel Ángel Martín Perdiguero | Espagne   | Phonak Hearing Systems          | + 8 s            |
| 6e | Antonio Colom                  | Espagne   | Caisse d'Épargne-Illes Balears  | + 8 s            |
| 7e | José Ángel Gómez Marchante     | Espagne   | Saunier Duval-Prodir            | + 9 s            |
| 8e | Alejandro Valverde             | Espagne   | Caisse d'Épargne-Illes Balears  | + 10 s           |
| 9e | Patrik Sinkewitz               | Allemagne | T-Mobile                        | + 10 s           |
| 10e | Aitor Osa                      | Espagne   | Liberty Seguros-Würth           | + 10 s           |

L'Italien Leonardo Bertagnolli a été déclassé en 2014 de tous ses résultats obtenus entre 2003 et 2011. Si certains sites ont réattribué les places vacantes, l'UCI n'a cependant pas officiellement indiqué que c'était le cas. (Voir liste des sanctions)

### 4eétape
| \| Classement de l'étape \| Classement de l'étape \| Classement de l'étape \| Classement de l'étape \| Classement de l'étape \| \| Coureur \| Coureur \| Pays \| Équipe \| Temps \| \| --------------------- \| --------------------- \| --------------------- \| ------------------------------- \| --------------------- \| \| 1er \| Óscar Freire \| Espagne \| Rabobank \| 3 h 56 min 43 s \| \| 2e \| Samuel Sánchez \| Espagne \| Euskaltel-Euskadi \| + 0 s \| \| 3e \| Fabian Wegmann \| Allemagne \| Gerolsteiner \| + 0 s \| \| 4e \| Alejandro Valverde \| Espagne \| Caisse d'Épargne-Illes Balears \| + 0 s \| \| 5e \| Stefano Garzelli \| Italie \| Liquigas \| + 0 s \| \| 6e \| Ruggero Marzoli \| Italie \| Lampre-Fondital \| + 0 s \| \| 7e \| Manuele Mori \| Italie \| Saunier Duval-Prodir \| + 0 s \| \| 8e \| Davide Rebellin \| Italie \| Gerolsteiner \| + 0 s \| \| 9e \| Leonardo Duque \| Colombie \| Cofidis-Le Crédit par Téléphone \| + 0 s \| \| 10e \| Cristian Moreni \| Italie \| Cofidis-Le Crédit par Téléphone \| + 0 s \| |                    |           |                                 |                 |
| |                    |           |                                 |                 |
| |                    |           |                                 |                 |
| Classement de l'étape |                    |           |                                 |                 |
| Coureur | Coureur            | Pays      | Équipe                          | Temps           |
| 1er | Óscar Freire       | Espagne   | Rabobank                        | 3 h 56 min 43 s |
| 2e | Samuel Sánchez     | Espagne   | Euskaltel-Euskadi               | + 0 s           |
| 3e | Fabian Wegmann     | Allemagne | Gerolsteiner                    | + 0 s           |
| 4e | Alejandro Valverde | Espagne   | Caisse d'Épargne-Illes Balears  | + 0 s           |
| 5e | Stefano Garzelli   | Italie    | Liquigas                        | + 0 s           |
| 6e | Ruggero Marzoli    | Italie    | Lampre-Fondital                 | + 0 s           |
| 7e | Manuele Mori       | Italie    | Saunier Duval-Prodir            | + 0 s           |
| 8e | Davide Rebellin    | Italie    | Gerolsteiner                    | + 0 s           |
| 9e | Leonardo Duque     | Colombie  | Cofidis-Le Crédit par Téléphone | + 0 s           |
| 10e | Cristian Moreni    | Italie    | Cofidis-Le Crédit par Téléphone | + 0 s           |

| \| Classement général \| Classement général \| Classement général \| Classement général \| Classement général \| \| Coureur \| Coureur \| Pays \| Équipe \| Temps \| \| ------------------ \| ------------------------------ \| ------------------ \| ------------------------------- \| ------------------ \| \| 1er \| Samuel Sánchez \| Espagne \| Euskaltel-Euskadi \| 15 h 37 min 41 s \| \| 2e \| Alberto Contador \| Espagne \| Liberty Seguros-Würth \| + 0 s \| \| 3e \| Davide Rebellin \| Italie \| Gerolsteiner \| + 2 s \| \| 4e \| Cadel Evans \| Australie \| Davitamon-Lotto \| + 2 s \| \| 5e \| Leonardo Bertagnolli \| Italie \| Cofidis-Le Crédit par Téléphone \| DQ \| \| 5e \| Miguel Ángel Martín Perdiguero \| Espagne \| Phonak Hearing Systems \| + 8 s \| \| 6e \| Antonio Colom \| Espagne \| Caisse d'Épargne-Illes Balears \| + 8 s \| \| 7e \| José Ángel Gómez Marchante \| Espagne \| Saunier Duval-Prodir \| + 9 s \| \| 8e \| Alejandro Valverde \| Espagne \| Caisse d'Épargne-Illes Balears \| + 10 s \| \| 9e \| Michael Boogerd \| Pays-Bas \| Rabobank \| + 10 s \| \| 10e \| Bernhard Kohl \| Autriche \| T-Mobile \| + 19 s \| |                                |           |                                 |                  |
| |                                |           |                                 |                  |
| |                                |           |                                 |                  |
| Classement général |                                |           |                                 |                  |
| Coureur | Coureur                        | Pays      | Équipe                          | Temps            |
| 1er | Samuel Sánchez                 | Espagne   | Euskaltel-Euskadi               | 15 h 37 min 41 s |
| 2e | Alberto Contador               | Espagne   | Liberty Seguros-Würth           | + 0 s            |
| 3e | Davide Rebellin                | Italie    | Gerolsteiner                    | + 2 s            |
| 4e | Cadel Evans                    | Australie | Davitamon-Lotto                 | + 2 s            |
| 5e | Leonardo Bertagnolli           | Italie    | Cofidis-Le Crédit par Téléphone | DQ               |
| 5e | Miguel Ángel Martín Perdiguero | Espagne   | Phonak Hearing Systems          | + 8 s            |
| 6e | Antonio Colom                  | Espagne   | Caisse d'Épargne-Illes Balears  | + 8 s            |
| 7e | José Ángel Gómez Marchante     | Espagne   | Saunier Duval-Prodir            | + 9 s            |
| 8e | Alejandro Valverde             | Espagne   | Caisse d'Épargne-Illes Balears  | + 10 s           |
| 9e | Michael Boogerd                | Pays-Bas  | Rabobank                        | + 10 s           |
| 10e | Bernhard Kohl                  | Autriche  | T-Mobile                        | + 19 s           |

L'Italien Leonardo Bertagnolli a été déclassé en 2014 de tous ses résultats obtenus entre 2003 et 2011. Si certains sites ont réattribué les places vacantes, l'UCI n'a cependant pas officiellement indiqué que c'était le cas. (Voir liste des sanctions)

### 5eétape
| \| Classement de l'étape \| Classement de l'étape \| Classement de l'étape \| Classement de l'étape \| Classement de l'étape \| \| Coureur \| Coureur \| Pays \| Équipe \| Temps \| \| --------------------- \| --------------------- \| --------------------- \| ------------------------------ \| --------------------- \| \| 1er \| Thomas Voeckler \| France \| Bouygues Telecom \| 4 h 18 min 42 s \| \| 2e \| Jens Voigt \| Allemagne \| CSC \| + 0 s \| \| 3e \| Juan José Cobo \| Espagne \| Saunier Duval-Prodir \| + 12 s \| \| 4e \| Gustavo César Veloso \| Espagne \| Kaiku \| + 34 s \| \| 5e \| Pietro Caucchioli \| Italie \| Crédit Agricole \| + 34 s \| \| 6e \| Charles Wegelius \| Royaume-Uni \| Liquigas \| + 34 s \| \| 7e \| Andriy Grivko \| Ukraine \| Team Milram \| + 36 s \| \| 8e \| Benoît Poilvet \| France \| Crédit Agricole \| + 2 min 12 s \| \| 9e \| Ruggero Marzoli \| Italie \| Lampre-Fondital \| + 2 min 32 s \| \| 10e \| Alejandro Valverde \| Espagne \| Caisse d'Épargne-Illes Balears \| + 2 min 32 s \| |                      |             |                                |                 |
| |                      |             |                                |                 |
| |                      |             |                                |                 |
| Classement de l'étape |                      |             |                                |                 |
| Coureur | Coureur              | Pays        | Équipe                         | Temps           |
| 1er | Thomas Voeckler      | France      | Bouygues Telecom               | 4 h 18 min 42 s |
| 2e | Jens Voigt           | Allemagne   | CSC                            | + 0 s           |
| 3e | Juan José Cobo       | Espagne     | Saunier Duval-Prodir           | + 12 s          |
| 4e | Gustavo César Veloso | Espagne     | Kaiku                          | + 34 s          |
| 5e | Pietro Caucchioli    | Italie      | Crédit Agricole                | + 34 s          |
| 6e | Charles Wegelius     | Royaume-Uni | Liquigas                       | + 34 s          |
| 7e | Andriy Grivko        | Ukraine     | Team Milram                    | + 36 s          |
| 8e | Benoît Poilvet       | France      | Crédit Agricole                | + 2 min 12 s    |
| 9e | Ruggero Marzoli      | Italie      | Lampre-Fondital                | + 2 min 32 s    |
| 10e | Alejandro Valverde   | Espagne     | Caisse d'Épargne-Illes Balears | + 2 min 32 s    |

| \| Classement général \| Classement général \| Classement général \| Classement général \| Classement général \| \| Coureur \| Coureur \| Pays \| Équipe \| Temps \| \| ------------------ \| ------------------------------ \| ------------------ \| ------------------------------- \| ------------------ \| \| 1er \| Samuel Sánchez \| Espagne \| Euskaltel-Euskadi \| 19 h 58 min 54 s \| \| 2e \| Alberto Contador \| Espagne \| Liberty Seguros-Würth \| + 0 s \| \| 3e \| Davide Rebellin \| Italie \| Gerolsteiner \| + 2 s \| \| 4e \| Leonardo Bertagnolli \| Italie \| Cofidis-Le Crédit par Téléphone \| DQ \| \| 4e \| Cadel Evans \| Australie \| Davitamon-Lotto \| + 2 s \| \| 5e \| Miguel Ángel Martín Perdiguero \| Espagne \| Phonak Hearing Systems \| + 8 s \| \| 6e \| Antonio Colom \| Espagne \| Caisse d'Épargne-Illes Balears \| + 8 s \| \| 7e \| José Ángel Gómez Marchante \| Espagne \| Saunier Duval-Prodir \| + 9 s \| \| 8e \| Alejandro Valverde \| Espagne \| Caisse d'Épargne-Illes Balears \| + 10 s \| \| 9e \| Patrik Sinkewitz \| Allemagne \| T-Mobile \| + 10 s \| \| 10e \| Michael Boogerd \| Pays-Bas \| Rabobank \| + 10 s \| |                                |           |                                 |                  |
| |                                |           |                                 |                  |
| |                                |           |                                 |                  |
| Classement général |                                |           |                                 |                  |
| Coureur | Coureur                        | Pays      | Équipe                          | Temps            |
| 1er | Samuel Sánchez                 | Espagne   | Euskaltel-Euskadi               | 19 h 58 min 54 s |
| 2e | Alberto Contador               | Espagne   | Liberty Seguros-Würth           | + 0 s            |
| 3e | Davide Rebellin                | Italie    | Gerolsteiner                    | + 2 s            |
| 4e | Leonardo Bertagnolli           | Italie    | Cofidis-Le Crédit par Téléphone | DQ               |
| 4e | Cadel Evans                    | Australie | Davitamon-Lotto                 | + 2 s            |
| 5e | Miguel Ángel Martín Perdiguero | Espagne   | Phonak Hearing Systems          | + 8 s            |
| 6e | Antonio Colom                  | Espagne   | Caisse d'Épargne-Illes Balears  | + 8 s            |
| 7e | José Ángel Gómez Marchante     | Espagne   | Saunier Duval-Prodir            | + 9 s            |
| 8e | Alejandro Valverde             | Espagne   | Caisse d'Épargne-Illes Balears  | + 10 s           |
| 9e | Patrik Sinkewitz               | Allemagne | T-Mobile                        | + 10 s           |
| 10e | Michael Boogerd                | Pays-Bas  | Rabobank                        | + 10 s           |

L'Italien Leonardo Bertagnolli a été déclassé en 2014 de tous ses résultats obtenus entre 2003 et 2011. Si certains sites ont réattribué les places vacantes, l'UCI n'a cependant pas officiellement indiqué que c'était le cas. (Voir liste des sanctions)

### 6eétape
| \| Classement de l'étape \| Classement de l'étape \| Classement de l'étape \| Classement de l'étape \| Classement de l'étape \| \| Coureur \| Coureur \| Pays \| Équipe \| Temps \| \| --------------------- \| -------------------------- \| --------------------- \| ------------------------------ \| --------------------- \| \| 1er \| José Ángel Gómez Marchante \| Espagne \| Saunier Duval-Prodir \| 32 min 44 s \| \| 2e \| Alejandro Valverde \| Espagne \| Caisse d'Épargne-Illes Balears \| + 6 s \| \| 3e \| Antonio Colom \| Espagne \| Caisse d'Épargne-Illes Balears \| + 8 s \| \| 4e \| Evgueni Petrov \| Russie \| Lampre-Fondital \| + 16 s \| \| 5e \| Patrik Sinkewitz \| Allemagne \| T-Mobile \| + 18 s \| \| 6e \| Janez Brajkovič \| Slovénie \| Discovery Channel \| + 18 s \| \| 7e \| Carlos Sastre \| Espagne \| CSC \| + 28 s \| \| 8e \| Alberto Contador \| Espagne \| Liberty Seguros-Würth \| + 29 s \| \| 9e \| Juan José Cobo \| Espagne \| Saunier Duval-Prodir \| + 36 s \| \| 10e \| Andriy Grivko \| Ukraine \| Team Milram \| + 37 s \| |                            |           |                                |             |
| |                            |           |                                |             |
| |                            |           |                                |             |
| Classement de l'étape |                            |           |                                |             |
| Coureur | Coureur                    | Pays      | Équipe                         | Temps       |
| 1er | José Ángel Gómez Marchante | Espagne   | Saunier Duval-Prodir           | 32 min 44 s |
| 2e | Alejandro Valverde         | Espagne   | Caisse d'Épargne-Illes Balears | + 6 s       |
| 3e | Antonio Colom              | Espagne   | Caisse d'Épargne-Illes Balears | + 8 s       |
| 4e | Evgueni Petrov             | Russie    | Lampre-Fondital                | + 16 s      |
| 5e | Patrik Sinkewitz           | Allemagne | T-Mobile                       | + 18 s      |
| 6e | Janez Brajkovič            | Slovénie  | Discovery Channel              | + 18 s      |
| 7e | Carlos Sastre              | Espagne   | CSC                            | + 28 s      |
| 8e | Alberto Contador           | Espagne   | Liberty Seguros-Würth          | + 29 s      |
| 9e | Juan José Cobo             | Espagne   | Saunier Duval-Prodir           | + 36 s      |
| 10e | Andriy Grivko              | Ukraine   | Team Milram                    | + 37 s      |

## Classements finals

### Classement général
| \| Classement général \| Classement général \| Classement général \| Classement général \| Classement général \| \| Coureur \| Coureur \| Pays \| Équipe \| Temps \| \| ------------------ \| ------------------------------ \| ------------------ \| ------------------------------- \| ------------------ \| \| 1er \| José Ángel Gómez Marchante \| Espagne \| Saunier Duval-Prodir \| 20 h 31 min 47 s \| \| 2e \| Alejandro Valverde \| Espagne \| Caisse d'Épargne-Illes Balears \| + 7 s \| \| 3e \| Antonio Colom \| Espagne \| Caisse d'Épargne-Illes Balears \| + 7 s \| \| 4e \| Patrik Sinkewitz \| Allemagne \| T-Mobile \| + 19 s \| \| 5e \| Alberto Contador \| Espagne \| Liberty Seguros-Würth \| + 20 s \| \| 6e \| Samuel Sánchez \| Espagne \| Euskaltel-Euskadi \| + 42 s \| \| 7e \| Miguel Ángel Martín Perdiguero \| Espagne \| Phonak Hearing Systems \| + 44 s \| \| 8e \| Cadel Evans \| Australie \| Davitamon-Lotto \| + 1 min 11 s \| \| 9e \| Patxi Vila \| Espagne \| Lampre-Fondital \| + 1 min 21 s \| \| 10e \| José Azevedo \| Portugal \| Discovery Channel \| + 1 min 24 s \| \| 11e \| Davide Rebellin \| Italie \| Gerolsteiner \| + 1 min 34 s \| \| 12e \| Bernhard Kohl \| Autriche \| T-Mobile \| + 1 min 37 s \| \| 13e \| Leonardo Bertagnolli \| Italie \| Cofidis-Le Crédit par Téléphone \| + 1 min 40 s \| \| 14e \| Evgueni Petrov \| Russie \| Lampre-Fondital \| + 1 min 41 s \| \| 15e \| Xavier Tondo \| Espagne \| Relax-GAM \| + 2 min 11 s \| \| 16e \| Andriy Grivko \| Ukraine \| Team Milram \| + 2 min 18 s \| \| 17e \| Didier Rous \| France \| Bouygues Telecom \| + 2 min 30 s \| \| 18e \| Janez Brajkovič \| Slovénie \| Discovery Channel \| + 2 min 57 s \| \| 19e \| Sylvain Chavanel \| France \| Cofidis-Le Crédit par Téléphone \| + 3 min 01 s \| \| 20e \| Vladimir Miholjević \| Croatie \| Liquigas \| + 3 min 11 s \| |                                |           |                                 |                  |
| |                                |           |                                 |                  |
| |                                |           |                                 |                  |
| Classement général |                                |           |                                 |                  |
| Coureur | Coureur                        | Pays      | Équipe                          | Temps            |
| 1er | José Ángel Gómez Marchante     | Espagne   | Saunier Duval-Prodir            | 20 h 31 min 47 s |
| 2e | Alejandro Valverde             | Espagne   | Caisse d'Épargne-Illes Balears  | + 7 s            |
| 3e | Antonio Colom                  | Espagne   | Caisse d'Épargne-Illes Balears  | + 7 s            |
| 4e | Patrik Sinkewitz               | Allemagne | T-Mobile                        | + 19 s           |
| 5e | Alberto Contador               | Espagne   | Liberty Seguros-Würth           | + 20 s           |
| 6e | Samuel Sánchez                 | Espagne   | Euskaltel-Euskadi               | + 42 s           |
| 7e | Miguel Ángel Martín Perdiguero | Espagne   | Phonak Hearing Systems          | + 44 s           |
| 8e | Cadel Evans                    | Australie | Davitamon-Lotto                 | + 1 min 11 s     |
| 9e | Patxi Vila                     | Espagne   | Lampre-Fondital                 | + 1 min 21 s     |
| 10e | José Azevedo                   | Portugal  | Discovery Channel               | + 1 min 24 s     |
| 11e | Davide Rebellin                | Italie    | Gerolsteiner                    | + 1 min 34 s     |
| 12e | Bernhard Kohl                  | Autriche  | T-Mobile                        | + 1 min 37 s     |
| 13e | Leonardo Bertagnolli           | Italie    | Cofidis-Le Crédit par Téléphone | + 1 min 40 s     |
| 14e | Evgueni Petrov                 | Russie    | Lampre-Fondital                 | + 1 min 41 s     |
| 15e | Xavier Tondo                   | Espagne   | Relax-GAM                       | + 2 min 11 s     |
| 16e | Andriy Grivko                  | Ukraine   | Team Milram                     | + 2 min 18 s     |
| 17e | Didier Rous                    | France    | Bouygues Telecom                | + 2 min 30 s     |
| 18e | Janez Brajkovič                | Slovénie  | Discovery Channel               | + 2 min 57 s     |
| 19e | Sylvain Chavanel               | France    | Cofidis-Le Crédit par Téléphone | + 3 min 01 s     |
| 20e | Vladimir Miholjević            | Croatie   | Liquigas                        | + 3 min 11 s     |

| Classement par points | Classement par points          | Classement par points | Classement par points          | Classement par points |
| Coureur               | Coureur                        | Pays                  | Équipe                         | Points                |
| --------------------- | ------------------------------ | --------------------- | ------------------------------ | --------------------- |
| 1er                   | Alejandro Valverde             | Espagne               | Caisse d'Épargne-Illes Balears | 84 pts                |
| 2e                    | Samuel Sánchez                 | Espagne               | Euskaltel-Euskadi              | 71 pts                |
| 3e                    | Davide Rebellin                | Italie                | Gerolsteiner                   | 56 pts                |
| 4e                    | Óscar Freire                   | Espagne               | Rabobank                       | 45 pts                |
| 5e                    | Alberto Contador               | Espagne               | Liberty Seguros-Würth          | 44 pts                |
| 6e                    | José Ángel Gómez Marchante     | Espagne               | Saunier Duval-Prodir           | 37 pts                |
| 7e                    | Patrik Sinkewitz               | Allemagne             | T-Mobile                       | 33 pts                |
| 8e                    | Miguel Ángel Martín Perdiguero | Espagne               | Phonak Hearing Systems         | 29 pts                |
| 9e                    | Antonio Colom                  | Espagne               | Caisse d'Épargne-Illes Balears | 28 pts                |
| 10e                   | Ruggero Marzoli                | Italie                | Lampre-Fondital                | 26 pts                |

| Classement par points | Classement par points          | Classement par points | Classement par points          | Classement par points |
| Coureur               | Coureur                        | Pays                  | Équipe                         | Points                |
| --------------------- | ------------------------------ | --------------------- | ------------------------------ | --------------------- |
| 1er                   | Alejandro Valverde             | Espagne               | Caisse d'Épargne-Illes Balears | 84 pts                |
| 2e                    | Samuel Sánchez                 | Espagne               | Euskaltel-Euskadi              | 71 pts                |
| 3e                    | Davide Rebellin                | Italie                | Gerolsteiner                   | 56 pts                |
| 4e                    | Óscar Freire                   | Espagne               | Rabobank                       | 45 pts                |
| 5e                    | Alberto Contador               | Espagne               | Liberty Seguros-Würth          | 44 pts                |
| 6e                    | José Ángel Gómez Marchante     | Espagne               | Saunier Duval-Prodir           | 37 pts                |
| 7e                    | Patrik Sinkewitz               | Allemagne             | T-Mobile                       | 33 pts                |
| 8e                    | Miguel Ángel Martín Perdiguero | Espagne               | Phonak Hearing Systems         | 29 pts                |
| 9e                    | Antonio Colom                  | Espagne               | Caisse d'Épargne-Illes Balears | 28 pts                |
| 10e                   | Ruggero Marzoli                | Italie                | Lampre-Fondital                | 26 pts                |

| Classement de la montagne | Classement de la montagne  | Classement de la montagne | Classement de la montagne       | Classement de la montagne |
| Coureur                   | Coureur                    | Pays                      | Équipe                          | Points                    |
| ------------------------- | -------------------------- | ------------------------- | ------------------------------- | ------------------------- |
| 1er                       | Hubert Dupont              | France                    | AG2R Prévoyance                 | 29 pts                    |
| 2e                        | Juan José Cobo             | Espagne                   | Saunier Duval-Prodir            | 25 pts                    |
| 3e                        | José Luis Arrieta          | Espagne                   | AG2R Prévoyance                 | 22 pts                    |
| 4e                        | Unai Etxebarria            | Venezuela                 | Euskaltel-Euskadi               | 21 pts                    |
| 5e                        | José Ángel Gómez Marchante | Espagne                   | Saunier Duval-Prodir            | 20 pts                    |
| 6e                        | Alessandro Vanotti         | Italie                    | Team Milram                     | 18 pts                    |
| 7e                        | Israel Núñez               | Espagne                   | Kaiku                           | 18 pts                    |
| 8e                        | Iván Parra                 | Colombie                  | Cofidis-Le Crédit par Téléphone | 16 pts                    |
| 9e                        | Jens Voigt                 | Allemagne                 | CSC                             | 13 pts                    |
| 10e                       | Joaquim Rodríguez          | Espagne                   | Caisse d'Épargne-Illes Balears  | 12 pts                    |

| Classement de la montagne | Classement de la montagne  | Classement de la montagne | Classement de la montagne       | Classement de la montagne |
| Coureur                   | Coureur                    | Pays                      | Équipe                          | Points                    |
| ------------------------- | -------------------------- | ------------------------- | ------------------------------- | ------------------------- |
| 1er                       | Hubert Dupont              | France                    | AG2R Prévoyance                 | 29 pts                    |
| 2e                        | Juan José Cobo             | Espagne                   | Saunier Duval-Prodir            | 25 pts                    |
| 3e                        | José Luis Arrieta          | Espagne                   | AG2R Prévoyance                 | 22 pts                    |
| 4e                        | Unai Etxebarria            | Venezuela                 | Euskaltel-Euskadi               | 21 pts                    |
| 5e                        | José Ángel Gómez Marchante | Espagne                   | Saunier Duval-Prodir            | 20 pts                    |
| 6e                        | Alessandro Vanotti         | Italie                    | Team Milram                     | 18 pts                    |
| 7e                        | Israel Núñez               | Espagne                   | Kaiku                           | 18 pts                    |
| 8e                        | Iván Parra                 | Colombie                  | Cofidis-Le Crédit par Téléphone | 16 pts                    |
| 9e                        | Jens Voigt                 | Allemagne                 | CSC                             | 13 pts                    |
| 10e                       | Joaquim Rodríguez          | Espagne                   | Caisse d'Épargne-Illes Balears  | 12 pts                    |

| Classement par équipes | Classement par équipes          | Classement par équipes | Classement par équipes |
| Équipe                 | Équipe                          | Pays                   | Temps                  |
| ---------------------- | ------------------------------- | ---------------------- | ---------------------- |
| 1re                    | Saunier Duval-Prodir            | Espagne                | 61 h 36 min 43 s       |
| 2e                     | Liberty Seguros-Würth           | Espagne                | + 3 min 13 s           |
| 3e                     | T-Mobile                        | Allemagne              | + 3 min 30 s           |
| 4e                     | Discovery Channel               | États-Unis             | + 4 min 49 s           |
| 5e                     | Lampre-Fondital                 | Italie                 | + 4 min 58 s           |
| 6e                     | Caisse d'Épargne-Illes Balears  | Espagne                | + 6 min 32 s           |
| 7e                     | Euskaltel-Euskadi               | Espagne                | + 7 min 19 s           |
| 8e                     | Phonak Hearing Systems          | Suisse                 | + 9 min 16 s           |
| 9e                     | Cofidis-Le Crédit par Téléphone | France                 | + 10 min 17 s          |
| 10e                    | Kaiku                           | Espagne                | + 18 min 25 s          |

| Classement par équipes | Classement par équipes          | Classement par équipes | Classement par équipes |
| Équipe                 | Équipe                          | Pays                   | Temps                  |
| ---------------------- | ------------------------------- | ---------------------- | ---------------------- |
| 1re                    | Saunier Duval-Prodir            | Espagne                | 61 h 36 min 43 s       |
| 2e                     | Liberty Seguros-Würth           | Espagne                | + 3 min 13 s           |
| 3e                     | T-Mobile                        | Allemagne              | + 3 min 30 s           |
| 4e                     | Discovery Channel               | États-Unis             | + 4 min 49 s           |
| 5e                     | Lampre-Fondital                 | Italie                 | + 4 min 58 s           |
| 6e                     | Caisse d'Épargne-Illes Balears  | Espagne                | + 6 min 32 s           |
| 7e                     | Euskaltel-Euskadi               | Espagne                | + 7 min 19 s           |
| 8e                     | Phonak Hearing Systems          | Suisse                 | + 9 min 16 s           |
| 9e                     | Cofidis-Le Crédit par Téléphone | France                 | + 10 min 17 s          |
| 10e                    | Kaiku                           | Espagne                | + 18 min 25 s          |

### Classement du ProTour
La course attribue des points au classement UCI ProTour 2006 selon le barème suivant :
| Position           | 1er | 2e | 3e | 4e | 5e | 6e | 7e | 8e | 9e | 10e |
| Classement général | 50  | 40 | 35 | 30 | 25 | 20 | 15 | 10 | 5  | 1   |
| Etapes             | 3   | 2  | 1  |    |    |    |    |    |    |     |

Après cette sixième épreuve le classement est le suivant :
| #  | Coureur                    | Équipe                         | Points | Précédent | Evolution     |
| -- | -------------------------- | ------------------------------ | ------ | --------- | ------------- |
| 1  | Tom Boonen                 | Quick Step-Innergetic          | 89     | 1         | en stagnation |
| 2  | Alessandro Petacchi        | Milram                         | 72     | 2         | en stagnation |
| 3  | Antonio Colom              | Caisse d'Épargne-Illes Balears | 71     | ??        | ??            |
| 4  | Filippo Pozzato            | Quick Step-Innergetic          | 70     | 3         | -1            |
| 4  | Alessandro Ballan          | Lampre-Fondital                | 70     | 3         | -1            |
| 6  | George Hincapie            | Discovery Channel              | 60     | 5         | -1            |
| 7  | Samuel Sanchez             | Euskaltel-Euskadi              | 59     | ??        | ??            |
| 8  | José Ángel Gómez Marchante | Saunier Duval-Prodir           | 53     | Entrée    | Entrée        |
| 9  | Floyd Landis               | Phonak                         | 52     | 6         | -3            |
| 10 | Thomas Dekker              | Rabobank                       | 51     | 7         | -3            |

| #  | Équipe                         | Points | Précédent | Evolution     |
| -- | ------------------------------ | ------ | --------- | ------------- |
| 1  | Discovery Channel              | 93     | 2         | +1            |
| 2  | Gerolsteiner                   | 89     | 1         | -1            |
| 3  | CSC                            | 79     | 3         | en stagnation |
| 3  | Phonak                         | 79     | 5         | +2            |
| 5  | Quick Step-Innergetic          | 73     | 4         | -1            |
| 5  | Liberty Seguros-Würth          | 73     | 8         | +3            |
| 7  | Lampre-Fondital                | 70     | 8         | +1            |
| 8  | Rabobank                       | 68     | 6         | -2            |
| 9  | Caisse d'Épargne-Illes Balears | 65     | ??        | ??            |
| 10 | T-Mobile                       | 63     | ??        | ??            |

| #  | Pays       | Points | Précédent | Evolution     |
| -- | ---------- | ------ | --------- | ------------- |
| 1  | Italie     | 277    | 1         | en stagnation |
| 1  | Espagne    | 277    | 3         | +2            |
| 3  | Belgique   | 161    | 2         | -1            |
| 4  | États-Unis | 119    | 4         | en stagnation |
| 5  | Allemagne  | 109    | 6         | +1            |
| 6  | Pays-Bas   | 108    | 5         | -1            |
| 7  | Norvège    | 45     | 7         | en stagnation |
| 8  | Suisse     | 42     | 8         | en stagnation |
| 9  | Luxembourg | 25     | 9         | en stagnation |
| 10 | Australie  | 22     | 10        | en stagnation |

## Evolution des classements
| Etape              | Vainqueur                  | Classement général         | Classement par points | Classement de la montagne | Classement des sprints | Classement par équipes |
| ------------------ | -------------------------- | -------------------------- | --------------------- | ------------------------- | ---------------------- | ---------------------- |
| 1re                | Alejandro Valverde         | Alejandro Valverde         | Alejandro Valverde    | Unai Etxebarria           | Pierrick Fédrigo       | Lampre-Fondital        |
| 2e                 | Samuel Sánchez             | Samuel Sánchez             | Alejandro Valverde    | Hubert Dupont             | Pierrick Fédrigo       | Liberty Seguros-Würth  |
| 3e                 | Samuel Sánchez             | Samuel Sánchez             | Unai Etxebarria       | Hubert Dupont             | Pierrick Fédrigo       | Liberty Seguros-Würth  |
| 4e                 | Óscar Freire               | Samuel Sánchez             | Samuel Sánchez        | Hubert Dupont             | Pierrick Fédrigo       | Liberty Seguros-Würth  |
| 5e                 | Thomas Voeckler            | Samuel Sánchez             | Samuel Sánchez        | Hubert Dupont             | Pierrick Fédrigo       | Saunier Duval-Prodir   |
| 6e                 | José Ángel Gómez Marchante | José Ángel Gómez Marchante | Alejandro Valverde    | Hubert Dupont             | Pierrick Fédrigo       | Saunier Duval-Prodir   |
| Classement général | Classement général         | José Ángel Gómez Marchante | Alejandro Valverde    | Hubert Dupont             | Pierrick Fédrigo       | Saunier Duval-Prodir   |

## Liste des participants
| Liquigas LIQ | Liquigas LIQ                 | Liquigas LIQ |
| ------------ | ---------------------------- | ------------ |
| Num          | Coureur                      | Pos          |
| 1            | Danilo Di Luca (ITA)         |              |
| 2            | Stefano Garzelli (ITA)       |              |
| 3            | Vladimir Miholjević (CRO)    |              |
| 4            | Dario Cioni (ITA)            |              |
| 5            | Patrick Calcagni (SUI)       |              |
| 6            | Andrea Noè (ITA)             |              |
| 7            | Alessandro Spezialetti (ITA) |              |
| 8            | Charles Wegelius (GBR)       |              |

| CSC | CSC                      | CSC |
| --- | ------------------------ | --- |
| Num | Coureur                  | Pos |
| 11  | Peter Luttenberger (AUT) |     |
| 13  | Carlos Sastre (ESP)      |     |
| 14  | Jens Voigt (GER)         |     |
| 15  | Íñigo Cuesta (ESP)       |     |
| 16  | Nicki Sørensen (DEN)     |     |
| 17  | Michael Blaudzun (DEN)   |     |
| 18  | Fränk Schleck (LUX)      |     |

| Phonak Hearing Systems PHO | Phonak Hearing Systems PHO           | Phonak Hearing Systems PHO |
| -------------------------- | ------------------------------------ | -------------------------- |
| Num                        | Coureur                              | Pos                        |
| 21                         | Miguel Ángel Martín Perdiguero (ESP) |                            |
| 22                         | Luis Fernández (ESP)                 |                            |
| 23                         | Alexandre Moos (SUI)                 |                            |
| 24                         | Jonathan Patrick McCarty (USA)       |                            |
| 25                         | José Ignacio Gutiérrez (ESP)         |                            |
| 26                         | Nicolas Jalabert (FRA)               |                            |
| 27                         | Steve Morabito (SUI)                 |                            |
| 28                         | Florian Stalder (SUI)                |                            |

| Rabobank RAB | Rabobank RAB            | Rabobank RAB |
| ------------ | ----------------------- | ------------ |
| Num          | Coureur                 | Pos          |
| 31           | Denis Menchov (RUS)     |              |
| 32           | Thomas Dekker (NED)     |              |
| 33           | Michael Boogerd (NED)   |              |
| 34           | Óscar Freire (ESP)      |              |
| 35           | Theo Eltink (NED)       |              |
| 36           | Alexandr Kolobnev (RUS) |              |
| 37           | Pieter Weening (NED)    |              |
| 38           | Grischa Niermann (GER)  |              |

| Davitamon-Lotto DVL | Davitamon-Lotto DVL      | Davitamon-Lotto DVL |
| ------------------- | ------------------------ | ------------------- |
| Num                 | Coureur                  | Pos                 |
| 41                  | Cadel Evans (AUS)        |                     |
| 42                  | Josep Jufré (ESP)        |                     |
| 43                  | Mario Aerts (BEL)        |                     |
| 44                  | Christophe Brandt (BEL)  |                     |
| 45                  | Christopher Horner (USA) |                     |
| 46                  | Björn Leukemans (BEL)    |                     |
| 47                  | Wim Van Huffel (BEL)     |                     |
| 48                  | Johan Vansummeren (BEL)  |                     |

| Liberty Seguros-Würth LSW | Liberty Seguros-Würth LSW | Liberty Seguros-Würth LSW |
| ------------------------- | ------------------------- | ------------------------- |
| Num                       | Coureur                   | Pos                       |
| 51                        | Joseba Beloki (ESP)       |                           |
| 52                        | Aitor Osa (ESP)           |                           |
| 53                        | Unai Osa (ESP)            |                           |
| 54                        | Alberto Contador (ESP)    |                           |
| 55                        | David Etxebarria (ESP)    |                           |
| 56                        | Isidro Nozal (ESP)        |                           |
| 57                        | Sérgio Paulinho (POR)     |                           |
| 58                        | Daniel Navarro (ESP)      |                           |

| Gerolsteiner GST | Gerolsteiner GST       | Gerolsteiner GST |
| ---------------- | ---------------------- | ---------------- |
| Num              | Coureur                | Pos              |
| 61               | Davide Rebellin (ITA)  |                  |
| 62               | Beat Zberg (SUI)       |                  |
| 63               | Matthias Russ (GER)    |                  |
| 64               | Ronny Scholz (GER)     |                  |
| 65               | Andrea Moletta (ITA)   |                  |
| 66               | Markus Fothen (GER)    |                  |
| 67               | Fabian Wegmann (GER)   |                  |
| 68               | Torsten Hiekmann (GER) |                  |

| Saunier Duval-Prodir SDV | Saunier Duval-Prodir SDV         | Saunier Duval-Prodir SDV |
| ------------------------ | -------------------------------- | ------------------------ |
| Num                      | Coureur                          | Pos                      |
| 71                       | Manuele Mori (ITA)               |                          |
| 72                       | José Ángel Gómez Marchante (ESP) |                          |
| 73                       | Leonardo Piepoli (ITA)           |                          |
| 74                       | Arkaitz Durán (ESP)              |                          |
| 75                       | Riccardo Riccò (ITA)             |                          |
| 76                       | Juan José Cobo (ESP)             |                          |
| 77                       | Oliver Zaugg (SUI)               |                          |
| 78                       | Rubén Lobato (ESP)               |                          |

| Discovery Channel DSC | Discovery Channel DSC       | Discovery Channel DSC |
| --------------------- | --------------------------- | --------------------- |
| Num                   | Coureur                     | Pos                   |
| 81                    | José Azevedo (POR)          |                       |
| 82                    | Jason McCartney (USA)       |                       |
| 83                    | Manuel Beltrán (ESP)        |                       |
| 84                    | Janez Brajkovič (SLO)       |                       |
| 85                    | Egoi Martínez (ESP)         |                       |
| 86                    | Jurgen Van den Broeck (BEL) |                       |
| 87                    | Benjamín Noval (ESP)        |                       |
| 88                    | José Luis Rubiera (ESP)     |                       |

| Crédit Agricole C.A | Crédit Agricole C.A       | Crédit Agricole C.A |
| ------------------- | ------------------------- | ------------------- |
| Num                 | Coureur                   | Pos                 |
| 91                  | Dmitriy Fofonov (KAZ)     |                     |
| 92                  | Alexandre Botcharov (RUS) |                     |
| 93                  | Francesco Bellotti (ITA)  |                     |
| 94                  | Mads Kaggestad (NOR)      |                     |
| 95                  | Pietro Caucchioli (ITA)   |                     |
| 96                  | Christophe Le Mével (FRA) |                     |
| 97                  | Rémi Pauriol (FRA)        |                     |
| 98                  | Benoît Poilvet (FRA)      |                     |

| Caisse d'Épargne-Illes Balears CEI | Caisse d'Épargne-Illes Balears CEI | Caisse d'Épargne-Illes Balears CEI |
| ---------------------------------- | ---------------------------------- | ---------------------------------- |
| Num                                | Coureur                            | Pos                                |
| 101                                | Alejandro Valverde (ESP)           |                                    |
| 102                                | Joaquim Rodríguez (ESP)            |                                    |
| 103                                | Antonio Colom (ESP)                |                                    |
| 104                                | Constantino Zaballa (ESP)          |                                    |
| 105                                | Pablo Lastras (ESP)                |                                    |
| 106                                | Aitor Pérez Arrieta (ESP)          |                                    |
| 107                                | Mikel Pradera (ESP)                |                                    |
| 108                                | Marco Fertonani (ITA)              |                                    |

| Cofidis-Le Crédit par Téléphone COF | Cofidis-Le Crédit par Téléphone COF | Cofidis-Le Crédit par Téléphone COF |
| ----------------------------------- | ----------------------------------- | ----------------------------------- |
| Num                                 | Coureur                             | Pos                                 |
| 111                                 | Sylvain Chavanel (FRA)              |                                     |
| 112                                 | Luis Pérez Rodríguez (ESP)          |                                     |
| 113                                 | Rik Verbrugghe (BEL)                |                                     |
| 114                                 | Leonardo Duque (COL)                |                                     |
| 115                                 | Leonardo Bertagnolli (ITA)          |                                     |
| 116                                 | Maxime Monfort (BEL)                |                                     |
| 117                                 | Cristian Moreni (ITA)               |                                     |
| 118                                 | Iván Parra (COL)                    |                                     |

| Quick Step-Innergetic QSI | Quick Step-Innergetic QSI  | Quick Step-Innergetic QSI |
| ------------------------- | -------------------------- | ------------------------- |
| Num                       | Coureur                    | Pos                       |
| 121                       | Juan Manuel Gárate (ESP)   |                           |
| 122                       | Serge Baguet (BEL)         |                           |
| 123                       | Kevin De Weert (BEL)       |                           |
| 124                       | Addy Engels (NED)          |                           |
| 125                       | José Antonio Garrido (ESP) |                           |
| 126                       | Cédric Vasseur (FRA)       |                           |
| 127                       | Bram Tankink (NED)         |                           |
| 128                       | Remmert Wielinga (NED)     |                           |

| T-Mobile TMO | T-Mobile TMO           | T-Mobile TMO |
| ------------ | ---------------------- | ------------ |
| Num          | Coureur                | Pos          |
| 131          | Thomas Ziegler (GER)   |              |
| 132          | Giuseppe Guerini (ITA) |              |
| 133          | Óscar Sevilla (ESP)    |              |
| 134          | Matthias Kessler (GER) |              |
| 135          | Kim Kirchen (LUX)      |              |
| 136          | Bernhard Kohl (AUT)    |              |
| 137          | Eddy Mazzoleni (ITA)   |              |
| 138          | Patrik Sinkewitz (GER) |              |

| Lampre-Fondital LAM | Lampre-Fondital LAM       | Lampre-Fondital LAM |
| ------------------- | ------------------------- | ------------------- |
| Num                 | Coureur                   | Pos                 |
| 141                 | Evgueni Petrov (RUS)      |                     |
| 142                 | Patxi Vila (ESP)          |                     |
| 143                 | Salvatore Commesso (ITA)  |                     |
| 144                 | Giuliano Figueras (ITA)   |                     |
| 145                 | Marius Sabaliauskas (LTU) |                     |
| 146                 | Marco Marzano (ITA)       |                     |
| 147                 | Ruggero Marzoli (ITA)     |                     |
| 148                 | Gorazd Štangelj (SLO)     |                     |

| Bouygues Telecom BTL | Bouygues Telecom BTL     | Bouygues Telecom BTL |
| -------------------- | ------------------------ | -------------------- |
| Num                  | Coureur                  | Pos                  |
| 151                  | Thomas Voeckler (FRA)    |                      |
| 152                  | Didier Rous (FRA)        |                      |
| 153                  | Laurent Lefèvre (FRA)    |                      |
| 154                  | Walter Bénéteau (FRA)    |                      |
| 155                  | Olivier Bonnaire (FRA)   |                      |
| 156                  | Pierrick Fédrigo (FRA)   |                      |
| 157                  | Yoann Le Boulanger (FRA) |                      |
| 158                  | Matthieu Sprick (FRA)    |                      |

| Team Milram MRM | Team Milram MRM          | Team Milram MRM |
| --------------- | ------------------------ | --------------- |
| Num             | Coureur                  | Pos             |
| 161             | Björn Schröder (GER)     |                 |
| 162             | Sergio Ghisalberti (ITA) |                 |
| 163             | Daniel Becke (GER)       |                 |
| 164             | Andriy Grivko (UKR)      |                 |
| 165             | Maxim Iglinskiy (KAZ)    |                 |
| 166             | Giovanni Visconti (ITA)  |                 |
| 167             | Daniel Musiol (GER)      |                 |
| 168             | Alessandro Vanotti (ITA) |                 |

| Euskaltel-Euskadi EUS | Euskaltel-Euskadi EUS | Euskaltel-Euskadi EUS |
| --------------------- | --------------------- | --------------------- |
| Num                   | Coureur               | Pos                   |
| 171                   | Iban Mayo (ESP)       |                       |
| 172                   | Haimar Zubeldia (ESP) |                       |
| 173                   | Samuel Sánchez (ESP)  |                       |
| 174                   | Iñaki Isasi (ESP)     |                       |
| 175                   | Aitor Hernández (ESP) |                       |
| 176                   | Unai Etxebarria (VEN) |                       |
| 177                   | Iker Camaño (ESP)     |                       |
| 178                   | Igor Antón (ESP)      |                       |

| La Française des jeux FDJ | La Française des jeux FDJ | La Française des jeux FDJ |
| ------------------------- | ------------------------- | ------------------------- |
| Num                       | Coureur                   | Pos                       |
| 181                       | Frédéric Finot (FRA)      |                           |
| 182                       | Jussi Veikkanen (FIN)     |                           |
| 183                       | Sandy Casar (FRA)         |                           |
| 184                       | Freddy Bichot (FRA)       |                           |
| 185                       | Rémy Di Grégorio (FRA)    |                           |
| 186                       | Éric Leblacher (FRA)      |                           |
| 187                       | Thomas Lövkvist (SWE)     |                           |
| 188                       | Ian McLeod (RSA)          |                           |

| AG2R Prévoyance A2R | AG2R Prévoyance A2R     | AG2R Prévoyance A2R |
| ------------------- | ----------------------- | ------------------- |
| Num                 | Coureur                 | Pos                 |
| 191                 | Carl Naibo (FRA)        |                     |
| 192                 | Íñigo Chaurreau (ESP)   |                     |
| 193                 | José Luis Arrieta (ESP) |                     |
| 194                 | Mikel Astarloza (ESP)   |                     |
| 195                 | Sylvain Calzati (FRA)   |                     |
| 196                 | Philip Deignan (IRL)    |                     |
| 197                 | Hubert Dupont (FRA)     |                     |
| 198                 | Stéphane Goubert (FRA)  |                     |

| Kaiku KAI | Kaiku KAI                      | Kaiku KAI |
| --------- | ------------------------------ | --------- |
| Num       | Coureur                        | Pos       |
| 201       | Ricardo Serrano (ESP)          |           |
| 202       | Israel Núñez (ESP)             |           |
| 203       | Jon Bru (ESP)                  |           |
| 204       | Adrián Palomares (ESP)         |           |
| 205       | Gustavo César Veloso (ESP)     |           |
| 206       | Javier Ruiz de Larrinaga (ESP) |           |
| 207       | Juan José Oroz (ESP)           |           |
| 208       | Jorge Azanza (ESP)             |           |

| Relax-GAM ___ | Relax-GAM ___                   | Relax-GAM ___ |
| ------------- | ------------------------------- | ------------- |
| Num           | Coureur                         | Pos           |
| 211           | Jose Mario Almagro Valero (ESP) |               |
| 212           | Xavier Tondo (ESP)              |               |
| 213           | David George (RSA)              |               |
| 214           | José Miguel Elías (ESP)         |               |
| 215           | Jorge García Marín (ESP)        |               |
| 216           | Jesús Hernández Blázquez (ESP)  |               |
| 217           | Raúl García de Mateos (ESP)     |               |
| 218           | Mario de Sárraga (ESP)          |               |

| Liquigas LIQ | Liquigas LIQ                 | Liquigas LIQ |
| ------------ | ---------------------------- | ------------ |
| Num          | Coureur                      | Pos          |
| 1            | Danilo Di Luca (ITA)         |              |
| 2            | Stefano Garzelli (ITA)       |              |
| 3            | Vladimir Miholjević (CRO)    |              |
| 4            | Dario Cioni (ITA)            |              |
| 5            | Patrick Calcagni (SUI)       |              |
| 6            | Andrea Noè (ITA)             |              |
| 7            | Alessandro Spezialetti (ITA) |              |
| 8            | Charles Wegelius (GBR)       |              |

| CSC | CSC                      | CSC |
| --- | ------------------------ | --- |
| Num | Coureur                  | Pos |
| 11  | Peter Luttenberger (AUT) |     |
| 13  | Carlos Sastre (ESP)      |     |
| 14  | Jens Voigt (GER)         |     |
| 15  | Íñigo Cuesta (ESP)       |     |
| 16  | Nicki Sørensen (DEN)     |     |
| 17  | Michael Blaudzun (DEN)   |     |
| 18  | Fränk Schleck (LUX)      |     |

| Phonak Hearing Systems PHO | Phonak Hearing Systems PHO           | Phonak Hearing Systems PHO |
| -------------------------- | ------------------------------------ | -------------------------- |
| Num                        | Coureur                              | Pos                        |
| 21                         | Miguel Ángel Martín Perdiguero (ESP) |                            |
| 22                         | Luis Fernández (ESP)                 |                            |
| 23                         | Alexandre Moos (SUI)                 |                            |
| 24                         | Jonathan Patrick McCarty (USA)       |                            |
| 25                         | José Ignacio Gutiérrez (ESP)         |                            |
| 26                         | Nicolas Jalabert (FRA)               |                            |
| 27                         | Steve Morabito (SUI)                 |                            |
| 28                         | Florian Stalder (SUI)                |                            |

| Rabobank RAB | Rabobank RAB            | Rabobank RAB |
| ------------ | ----------------------- | ------------ |
| Num          | Coureur                 | Pos          |
| 31           | Denis Menchov (RUS)     |              |
| 32           | Thomas Dekker (NED)     |              |
| 33           | Michael Boogerd (NED)   |              |
| 34           | Óscar Freire (ESP)      |              |
| 35           | Theo Eltink (NED)       |              |
| 36           | Alexandr Kolobnev (RUS) |              |
| 37           | Pieter Weening (NED)    |              |
| 38           | Grischa Niermann (GER)  |              |

| Davitamon-Lotto DVL | Davitamon-Lotto DVL      | Davitamon-Lotto DVL |
| ------------------- | ------------------------ | ------------------- |
| Num                 | Coureur                  | Pos                 |
| 41                  | Cadel Evans (AUS)        |                     |
| 42                  | Josep Jufré (ESP)        |                     |
| 43                  | Mario Aerts (BEL)        |                     |
| 44                  | Christophe Brandt (BEL)  |                     |
| 45                  | Christopher Horner (USA) |                     |
| 46                  | Björn Leukemans (BEL)    |                     |
| 47                  | Wim Van Huffel (BEL)     |                     |
| 48                  | Johan Vansummeren (BEL)  |                     |

| Liberty Seguros-Würth LSW | Liberty Seguros-Würth LSW | Liberty Seguros-Würth LSW |
| ------------------------- | ------------------------- | ------------------------- |
| Num                       | Coureur                   | Pos                       |
| 51                        | Joseba Beloki (ESP)       |                           |
| 52                        | Aitor Osa (ESP)           |                           |
| 53                        | Unai Osa (ESP)            |                           |
| 54                        | Alberto Contador (ESP)    |                           |
| 55                        | David Etxebarria (ESP)    |                           |
| 56                        | Isidro Nozal (ESP)        |                           |
| 57                        | Sérgio Paulinho (POR)     |                           |
| 58                        | Daniel Navarro (ESP)      |                           |

| Gerolsteiner GST | Gerolsteiner GST       | Gerolsteiner GST |
| ---------------- | ---------------------- | ---------------- |
| Num              | Coureur                | Pos              |
| 61               | Davide Rebellin (ITA)  |                  |
| 62               | Beat Zberg (SUI)       |                  |
| 63               | Matthias Russ (GER)    |                  |
| 64               | Ronny Scholz (GER)     |                  |
| 65               | Andrea Moletta (ITA)   |                  |
| 66               | Markus Fothen (GER)    |                  |
| 67               | Fabian Wegmann (GER)   |                  |
| 68               | Torsten Hiekmann (GER) |                  |

| Saunier Duval-Prodir SDV | Saunier Duval-Prodir SDV         | Saunier Duval-Prodir SDV |
| ------------------------ | -------------------------------- | ------------------------ |
| Num                      | Coureur                          | Pos                      |
| 71                       | Manuele Mori (ITA)               |                          |
| 72                       | José Ángel Gómez Marchante (ESP) |                          |
| 73                       | Leonardo Piepoli (ITA)           |                          |
| 74                       | Arkaitz Durán (ESP)              |                          |
| 75                       | Riccardo Riccò (ITA)             |                          |
| 76                       | Juan José Cobo (ESP)             |                          |
| 77                       | Oliver Zaugg (SUI)               |                          |
| 78                       | Rubén Lobato (ESP)               |                          |

| Discovery Channel DSC | Discovery Channel DSC       | Discovery Channel DSC |
| --------------------- | --------------------------- | --------------------- |
| Num                   | Coureur                     | Pos                   |
| 81                    | José Azevedo (POR)          |                       |
| 82                    | Jason McCartney (USA)       |                       |
| 83                    | Manuel Beltrán (ESP)        |                       |
| 84                    | Janez Brajkovič (SLO)       |                       |
| 85                    | Egoi Martínez (ESP)         |                       |
| 86                    | Jurgen Van den Broeck (BEL) |                       |
| 87                    | Benjamín Noval (ESP)        |                       |
| 88                    | José Luis Rubiera (ESP)     |                       |

| Crédit Agricole C.A | Crédit Agricole C.A       | Crédit Agricole C.A |
| ------------------- | ------------------------- | ------------------- |
| Num                 | Coureur                   | Pos                 |
| 91                  | Dmitriy Fofonov (KAZ)     |                     |
| 92                  | Alexandre Botcharov (RUS) |                     |
| 93                  | Francesco Bellotti (ITA)  |                     |
| 94                  | Mads Kaggestad (NOR)      |                     |
| 95                  | Pietro Caucchioli (ITA)   |                     |
| 96                  | Christophe Le Mével (FRA) |                     |
| 97                  | Rémi Pauriol (FRA)        |                     |
| 98                  | Benoît Poilvet (FRA)      |                     |

| Caisse d'Épargne-Illes Balears CEI | Caisse d'Épargne-Illes Balears CEI | Caisse d'Épargne-Illes Balears CEI |
| ---------------------------------- | ---------------------------------- | ---------------------------------- |
| Num                                | Coureur                            | Pos                                |
| 101                                | Alejandro Valverde (ESP)           |                                    |
| 102                                | Joaquim Rodríguez (ESP)            |                                    |
| 103                                | Antonio Colom (ESP)                |                                    |
| 104                                | Constantino Zaballa (ESP)          |                                    |
| 105                                | Pablo Lastras (ESP)                |                                    |
| 106                                | Aitor Pérez Arrieta (ESP)          |                                    |
| 107                                | Mikel Pradera (ESP)                |                                    |
| 108                                | Marco Fertonani (ITA)              |                                    |

| Cofidis-Le Crédit par Téléphone COF | Cofidis-Le Crédit par Téléphone COF | Cofidis-Le Crédit par Téléphone COF |
| ----------------------------------- | ----------------------------------- | ----------------------------------- |
| Num                                 | Coureur                             | Pos                                 |
| 111                                 | Sylvain Chavanel (FRA)              |                                     |
| 112                                 | Luis Pérez Rodríguez (ESP)          |                                     |
| 113                                 | Rik Verbrugghe (BEL)                |                                     |
| 114                                 | Leonardo Duque (COL)                |                                     |
| 115                                 | Leonardo Bertagnolli (ITA)          |                                     |
| 116                                 | Maxime Monfort (BEL)                |                                     |
| 117                                 | Cristian Moreni (ITA)               |                                     |
| 118                                 | Iván Parra (COL)                    |                                     |

| Quick Step-Innergetic QSI | Quick Step-Innergetic QSI  | Quick Step-Innergetic QSI |
| ------------------------- | -------------------------- | ------------------------- |
| Num                       | Coureur                    | Pos                       |
| 121                       | Juan Manuel Gárate (ESP)   |                           |
| 122                       | Serge Baguet (BEL)         |                           |
| 123                       | Kevin De Weert (BEL)       |                           |
| 124                       | Addy Engels (NED)          |                           |
| 125                       | José Antonio Garrido (ESP) |                           |
| 126                       | Cédric Vasseur (FRA)       |                           |
| 127                       | Bram Tankink (NED)         |                           |
| 128                       | Remmert Wielinga (NED)     |                           |

| T-Mobile TMO | T-Mobile TMO           | T-Mobile TMO |
| ------------ | ---------------------- | ------------ |
| Num          | Coureur                | Pos          |
| 131          | Thomas Ziegler (GER)   |              |
| 132          | Giuseppe Guerini (ITA) |              |
| 133          | Óscar Sevilla (ESP)    |              |
| 134          | Matthias Kessler (GER) |              |
| 135          | Kim Kirchen (LUX)      |              |
| 136          | Bernhard Kohl (AUT)    |              |
| 137          | Eddy Mazzoleni (ITA)   |              |
| 138          | Patrik Sinkewitz (GER) |              |

| Lampre-Fondital LAM | Lampre-Fondital LAM       | Lampre-Fondital LAM |
| ------------------- | ------------------------- | ------------------- |
| Num                 | Coureur                   | Pos                 |
| 141                 | Evgueni Petrov (RUS)      |                     |
| 142                 | Patxi Vila (ESP)          |                     |
| 143                 | Salvatore Commesso (ITA)  |                     |
| 144                 | Giuliano Figueras (ITA)   |                     |
| 145                 | Marius Sabaliauskas (LTU) |                     |
| 146                 | Marco Marzano (ITA)       |                     |
| 147                 | Ruggero Marzoli (ITA)     |                     |
| 148                 | Gorazd Štangelj (SLO)     |                     |

| Bouygues Telecom BTL | Bouygues Telecom BTL     | Bouygues Telecom BTL |
| -------------------- | ------------------------ | -------------------- |
| Num                  | Coureur                  | Pos                  |
| 151                  | Thomas Voeckler (FRA)    |                      |
| 152                  | Didier Rous (FRA)        |                      |
| 153                  | Laurent Lefèvre (FRA)    |                      |
| 154                  | Walter Bénéteau (FRA)    |                      |
| 155                  | Olivier Bonnaire (FRA)   |                      |
| 156                  | Pierrick Fédrigo (FRA)   |                      |
| 157                  | Yoann Le Boulanger (FRA) |                      |
| 158                  | Matthieu Sprick (FRA)    |                      |

| Team Milram MRM | Team Milram MRM          | Team Milram MRM |
| --------------- | ------------------------ | --------------- |
| Num             | Coureur                  | Pos             |
| 161             | Björn Schröder (GER)     |                 |
| 162             | Sergio Ghisalberti (ITA) |                 |
| 163             | Daniel Becke (GER)       |                 |
| 164             | Andriy Grivko (UKR)      |                 |
| 165             | Maxim Iglinskiy (KAZ)    |                 |
| 166             | Giovanni Visconti (ITA)  |                 |
| 167             | Daniel Musiol (GER)      |                 |
| 168             | Alessandro Vanotti (ITA) |                 |

| Euskaltel-Euskadi EUS | Euskaltel-Euskadi EUS | Euskaltel-Euskadi EUS |
| --------------------- | --------------------- | --------------------- |
| Num                   | Coureur               | Pos                   |
| 171                   | Iban Mayo (ESP)       |                       |
| 172                   | Haimar Zubeldia (ESP) |                       |
| 173                   | Samuel Sánchez (ESP)  |                       |
| 174                   | Iñaki Isasi (ESP)     |                       |
| 175                   | Aitor Hernández (ESP) |                       |
| 176                   | Unai Etxebarria (VEN) |                       |
| 177                   | Iker Camaño (ESP)     |                       |
| 178                   | Igor Antón (ESP)      |                       |

| La Française des jeux FDJ | La Française des jeux FDJ | La Française des jeux FDJ |
| ------------------------- | ------------------------- | ------------------------- |
| Num                       | Coureur                   | Pos                       |
| 181                       | Frédéric Finot (FRA)      |                           |
| 182                       | Jussi Veikkanen (FIN)     |                           |
| 183                       | Sandy Casar (FRA)         |                           |
| 184                       | Freddy Bichot (FRA)       |                           |
| 185                       | Rémy Di Grégorio (FRA)    |                           |
| 186                       | Éric Leblacher (FRA)      |                           |
| 187                       | Thomas Lövkvist (SWE)     |                           |
| 188                       | Ian McLeod (RSA)          |                           |

| AG2R Prévoyance A2R | AG2R Prévoyance A2R     | AG2R Prévoyance A2R |
| ------------------- | ----------------------- | ------------------- |
| Num                 | Coureur                 | Pos                 |
| 191                 | Carl Naibo (FRA)        |                     |
| 192                 | Íñigo Chaurreau (ESP)   |                     |
| 193                 | José Luis Arrieta (ESP) |                     |
| 194                 | Mikel Astarloza (ESP)   |                     |
| 195                 | Sylvain Calzati (FRA)   |                     |
| 196                 | Philip Deignan (IRL)    |                     |
| 197                 | Hubert Dupont (FRA)     |                     |
| 198                 | Stéphane Goubert (FRA)  |                     |

| Kaiku KAI | Kaiku KAI                      | Kaiku KAI |
| --------- | ------------------------------ | --------- |
| Num       | Coureur                        | Pos       |
| 201       | Ricardo Serrano (ESP)          |           |
| 202       | Israel Núñez (ESP)             |           |
| 203       | Jon Bru (ESP)                  |           |
| 204       | Adrián Palomares (ESP)         |           |
| 205       | Gustavo César Veloso (ESP)     |           |
| 206       | Javier Ruiz de Larrinaga (ESP) |           |
| 207       | Juan José Oroz (ESP)           |           |
| 208       | Jorge Azanza (ESP)             |           |

| Relax-GAM ___ | Relax-GAM ___                   | Relax-GAM ___ |
| ------------- | ------------------------------- | ------------- |
| Num           | Coureur                         | Pos           |
| 211           | Jose Mario Almagro Valero (ESP) |               |
| 212           | Xavier Tondo (ESP)              |               |
| 213           | David George (RSA)              |               |
| 214           | José Miguel Elías (ESP)         |               |
| 215           | Jorge García Marín (ESP)        |               |
| 216           | Jesús Hernández Blázquez (ESP)  |               |
| 217           | Raúl García de Mateos (ESP)     |               |
| 218           | Mario de Sárraga (ESP)          |               |